# Büntető Anyagi Jogszabályok Hatályos Összeállítása
A BHÖ a "Büntető Anyagi Jogszabályok Hatályos Összeállítása" közhasználatú rövidítése volt a Magyar Népköztársaságban. Az 1949. évi alkotmány (1949. évi XX. törvény) után ugyanis a büntető törvénykönyv különös részének megalkotása még váratott magára (csak az 1950. évi II. törvény, az általános rész készült el ).

A korábbi büntető törvénykönyv egyéb  - főként különös részi, tehát az egyes bűncselekményeket érintő, rendelkezései számos módosítással és kiegészítéssel egészen 1962-ig hatályban maradtak. 
Az 1950-es évek folyamán jogszabályok sora fejezte ki "a szocialista büntetőjog egészének fokozatos kialakítására irányuló törekvéseket". A számos módosítás és kiegészítés folytán azonban csaknem áttekinthetetlenné vált a joganyag. Ennek ellensúlyozására a büntetőjogi jogszabályokat az Igazságügyi Minisztérium rendszerezte, majd  hivatalos kiadványban előbb 1952-ben, majd 1958-ban közzétette "A hatályos anyagi büntetőjogi szabályok hivatalos összeállítása" (röviden BHÖ) című jogszabálygyűjteményt.  A BHÖ. tehát nem volt  törvény!
A BHÖ jelentősége a Magyar Népköztársaság Büntető Törvénykönyvének 1961-es hatályba lépése után megszűnt.

## Tartalma
A BHÖ nem volt  törvény, ezért  az akkoriban hatályos, büntetőjogilag tilalmazott magatartásokhoz képest újabbakat  nem állapíthatott meg. Ugyanakkor a felvett joganyagból kihagyott néhány olyan, szigorú formállogikai értelmezés mellett érvényes jogszabályt, amelynek társadalmi tartalma - az akkori felfogás szerint - a kialakulóban levő szocialista társadalmi viszonyok között időközben elenyészett.
A BHÖ kiadása elsősorban a gyakorlati jogalkalmazás feladatait kívánta egyszerűsíteni.
A BHÖ, valamint a katonai büntető törvénykönyvről szóló 1948:LXII. tv. volt a jogszabályi alapja az 1956-tal kapcsolatos felelősségre vonásoknak. A politikai szempontú eljárásokban felhasznált köztörvényes bűncselekmények tényállásait pl. az emberölést, gyilkosságot szintén a Csemegi-kódex (278-279, 288. §), majd a BHÖ (349-351.) határozta meg.